# Hardin & York
Hardin & York was een Brits rockduo, bestaande uit Eddie Hardin (keyboards) en Pete York (drums).

## Geschiedenis
Hardin en York zijn bekend geworden met The Spencer Davis Group, die ze beiden in oktober 1968 verlieten. Aanvankelijk vervolgden beiden verschillende andere projecten, voordat ze samengingen als duo. Hun eerste optreden als Hardin & York vond plaats op 31 augustus 1969 in de Londense Marquee Club. Daarna hadden ze verplichtingen bij de Hamburgse Star-Club en bij een festival in Essen. Het succes was niet meer te stoppen.
Het eerste album Tomorrow Today verscheen eind 1969. Een criticus beoordeelde Hardin & York als een mengeling van Procol Harum en Traffic. Het album verkocht goed, vooral op het Europese vasteland, maar ook in de Verenigde Staten, vreemd genoeg echter niet in het Verenigd Koninkrijk. Aan het album hebben Herbie Flowers (basgitaar), Vic Flick (gitaar) en de achtergrondzangeressen Sue & Sunny, de vrouwen van twee roadies van Hardin & York, meegewerkt.
De opname van een optreden uit 1970 in Duitsland verscheen in 1971 zonder medeweten van de band als bootlegalbum. Begin 1971 traden Hardin & York op als voorgroep van Deep Purple. Tot dit moment hadden beide muzikanten naast Hardin & York ook eigen bands: York de Pete York Percussion Band en Hardin de formatie Hardin/Fenwick/Newman. In 1971 verscheen ook een soloalbum van Eddie Hardin.
In 1972 sloot Ray Fenwick zich aan bij het duo en traden ze op als Hardin, York & Fenwick. In 1973 was er een revival van de Spencer Davis Group. In 1974/1975 speelden ze samen met Charlie McCracken (voorheen Taste) opnieuw als trio. Daarna traden Hardin & York onder deze naam alleen nog af en toe op bij festivals. In 1995 brachten ze het album Still a Few Pages Left uit. Van 2008 tot 2012 speelde York onder andere in de band van Helge Schneider. Beiden kwamen daarna weer samen voor regelmatige optredens, totdat het overlijden van Eddie Hardin op 22 juli 2015 hieraan een einde maakte.

## Discografie

### Singles
- 1969: Tomorrow Today
- 1969: Candlelight
- 1970: I Can't Find My Way Home
- 1974: Back Row Movie Star (met McCracken)

### Albums
- 1969: Tomorrow Today
- 1970: The World's Smallest Big Band
- 1971: Live In The '70s
- 1971: For The World
- 1971: The Hardin & York Bootleg
- 1974: With Charlie McCracken
- 1981: Hardin & New York
- 1995: Still A Few Pages Left
- 2000: Listen Everyone… The Best Of Hardin & York